# Жевуский, Хенрик
Хенрик Жевуский (современное написание имени), Генрих Ржевусский (прижизненное русское написание имени, также Генрих (Генрик) Ржевуский пол. Henryk Rzewuski, 1791—1866) — польский писатель и публицист, издатель из рода Ржевуских, старший сын А. С. Ржевуского, брат А. А. Ржевуского, Каролины Собаньской и Эвелины Ганской.

## Биография
Хенрик Жевуский был старшим сыном сенатора Адама Ржевуского и его жены Юстины Рдуловской. В молодости он служил в армии Варшавского герцогства.
Адам Мицкевич, с которым Жевуский познакомился в Риме, был восхищен рассказами его о польском быте времён Станислава-Августа и убедил его взяться за перо, предсказывая громадный успех. Благодаря этому совету явились известные «Pamiątki JPana Seweryna Soplicy, cześnika parnawskiego» (Рим, 1832; П., 1839) — ряд замечательных по яркости красок и задушевности тона картин старошляхетского польского быта. Это произведение имело громадный успех и породило массу подражаний. Описания шляхетского быта, сеймов и сеймиков, шумных пиров и старинных забав на время вытеснили все другие сюжеты из польской литературы. Рассказы Жевуского вдохновили Мицкевича на создание эпической поэмы «Пан Тадеуш».
Поселившись в 1833 г. на Волыни, Жевуский примкнул к кружку писателей клерикально-шляхетского направления (органом которых был «Tygodnik Petersburski») и выпустил собрание сатирических очерков: «Mieszaniny obyczajowe», под псевдонимом Яроша Бейлы (Вильно, 1841—43). Саркастический тон этих очерков поднял в польском обществе целую бурю негодования против автора и вызвал страстную полемику. Возвратившись опять к области исторического романа, Жевуский выпустил «Listopad» (СПб., 1849; здесь обрисованы два главных общественных течения, боровшихся между собой в царствование Станислава Понятовского) и «Zamek Krakowski» (СПб., 1847).
В 1850 г. Жевуский поселился в Варшаве и получил должность чиновника особых поручений при князе Паскевиче, а в 1851 г. начал издавать «Dziennik Warszawski», составивший эпоху в летописях польской прессы: это было первое польское издание, поставленное по образцу западноевропейских. Публика, однако, скоро отхлынула от «Dziennika», так как редактор его с резкой прямолинейностью развивал свои аристократическо-клерикальные взгляды.
Принуждённый оставить редакторство, Жевуский возвратился в 1856 г. на Волынь, где и умер. 
Другие произведения Жевуского: «Adam Śmigielski » (СПб., 1851), «Łaska и przeznaczenie» (Варшава, 1851), «Rycerz Lizdejko» (1852), «Zaporożec» (1854), «Pamiętniki Bartłomieja Michałowskiego» (СПб. и Варшава, 1857), «Paź złotowłosy, czyli Wieczory sułtana» (Львов, 1858), «Teofrast polski» (СПб., 1851), «Nie-bajki» (1851), «Wędrówki umysłowe» (1855).

## Семья
Жевуский был женат на Юлии Грохольской (1800—1867). В этом браке родились две дочери:
- Мария Анна Катаржина (1827—1897), одна из её дочерей, Александрина фон Гуттен-Чапская (1854—1941), стала морганатической женой великого герцога Гессенского Людвига IV.
- Ядвига (1836-?).